# Casa al passeig Mossèn Jaume Gordi, 22 (Santa Coloma de Gramenet)
La Casa al passeig Mossèn Jaume Gordi, 22 és una obra de Santa Coloma de Gramenet (Barcelonès) inclosa a l'Inventari del Patrimoni Arquitectònic de Catalunya.

## Descripció
Es tracta d'un habitatge unifamiliar de planta baixa i pis amb jardí d'accés i pati posterior que forma part d'un conjunt de cases en rengle.
La façana principal mostra un clar eix de simetria amb les tres balconeres que formen el balcó corregut. Les obertures de la planta baixa sembla que han estat modificades. Portes i finestres estan emmarcades amb motllures. La coberta és inclinada a dues aigües amb el carener paral·lel a la façana. Aquesta queda amagada pel remat de la façana.